# Alexander Sängerlaub

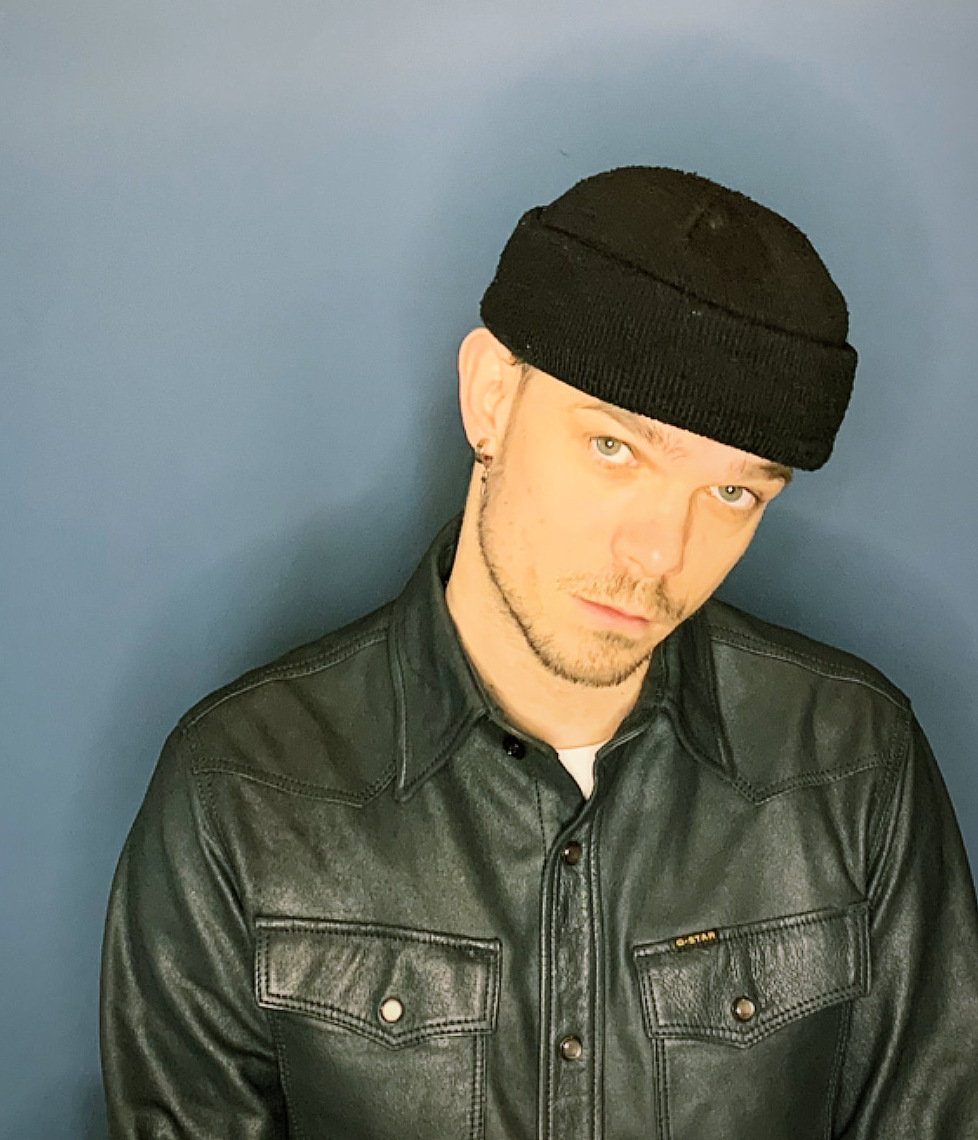
Alexander Sängerlaub, 2021

Alexander Sängerlaub (* 7. März 1986 in Ost-Berlin) ist ein deutscher Journalist, Publizist und Kommunikationswissenschaftler. Er ist Direktor des gemeinnützigen Think Tanks futur eins am Institut für Medien- und Kommunikationspolitik. Er war Chefredakteur des 2014 gegründeten utopischen Politikmagazin Kater Demos, das 2015 erstmals am Kiosk erschien. Für den Think Tank Stiftung Neue Verantwortung veröffentlichte er mehrere Studien und Papiere zu digitalen Öffentlichkeiten und deren Herausforderungen, darunter zu den Themen Desinformation, Fake News, Fact-Checking und Nachrichtenkompetenz in Deutschland.

## Leben
Alexander Sängerlaub ist Sohn von Marion K. Sängerlaub und des Komponisten Rainer Oleak. An der Freien Universität Berlin studierte Sängerlaub Publizistik- und Kommunikationswissenschaft sowie Psychologie.
Sängerlaub gründete im Jahr 2014 zusammen mit Franziska Teubert das utopische Politikmagazin Kater Demos. Das Printmagazin zählt als erstes deutsches Politikmagazin, das dem konstruktiven Journalismus zuzuordnen ist. Das vor allem für die Generation der Digital Natives produzierte Printmagazin, versucht komplexe politische Themen auch für politikverdrossene Menschen zugänglich zu machen.
Seit 2017 leitet er den Bereich „Stärkung digitaler Öffentlichkeit“ im Berliner Think Tank Stiftung Neue Verantwortung. Dort veröffentlichte er Studien und Papiere, wie sich Fake News auf Wahlen in Deutschland auswirken. Dabei zieht er als Erklärung vor allem den digitalen Strukturwandel der Öffentlichkeit heran und erläutert in seinen Arbeiten das Zustandekommen, die Verbreitung und Wirkung von Desinformation. In seinen Arbeiten kritisiert er sowohl die Social-Media-Plattformen für mangelnde Bemühungen in der Eindämmung, als auch die unsaubere Arbeit einiger Journalisten sowie der Rechtspopulisten, die Desinformation als Kommunikationsstrategie nutzen. In einem Interview mit der Süddeutschen Zeitung kritisierte er auch den deutschen Innenminister Horst Seehofer für die Verbreitung von Fake News.
2019 war er als Experte im Ausschuss digitale Agenda des Bundestags zum Thema „Meinungsbildung und Meinungsmanipulation“ geladen. Im gleichen Jahr wirkte er im von Carolin Emcke moderierten Format Streitraum der Berliner Schaubühne der Ausgabe „Krise der Repräsentation – oder: Welchen Journalismus braucht eine demokratische Gesellschaft?“ mit.
2021 veröffentlichte er zusammen mit Anna-Katharina Meßmer und Leonie Schulz eine Studie, in der erstmals die Kompetenz der deutschen Bevölkerung im Umgang mit Informationen und Nachrichten im Netz getestet wurde. Die Autoren kommen zu dem Schluss, dass fast die Hälfte der Deutschen nur eine geringe oder sehr geringe Nachrichtenkompetenz hat.
Seit Januar 2021 ist Sängerlaub Direktor des Think Tanks futur eins. Er schrieb Gastbeiträge u. a. für Netzpolitik und die taz und ist als journalistischer Kurator für den News-Aggregator piqd tätig.

## Auszeichnungen
2022 wurde Alexander Sängerlaub zusammen mit Anna-Katharina Meßmer und Leonie Schulz für die Studie „Quelle: Internet?“ Digitale Nachrichten- und Informationskompetenzen der deutschen Bevölkerung im Test mit dem Hans Bausch Mediapreis des SWR ausgezeichnet.

## Publikationen (Auswahl)
- Start-Ups. In: Paul Ziemiak (Hrsg.): Die Zukunftsmacher. 40 kluge Köpfe unter 40 und wohin sie unser Land führen wollen. Econ/Ullstein, Berlin 2017, ISBN 978-3-430-20248-0.
- Deutschland vor der Bundestagswahl: Überall Fake News?! Stiftung Neue Verantwortung, Berlin 2017.
- Verzerrte Realitäten: „Fake News“ im Schatten der USA und der Bundestagswahl. Stiftung Neue Verantwortung, Berlin 2017.
- Fakten statt Fakes. Verursacher, Verbreitungswege und Wirkungen von Fake News im Bundestagswahlkampf 2017. Stiftung Neue Verantwortung, Berlin 2018.
- Feuerwehr ohne Wasser? Möglichkeiten und Grenzen des Fact-Checkings als Mittel gegen Desinformation. Stiftung Neue Verantwortung, Berlin 2018.
- Der blinde Fleck digitaler Öffentlichkeiten. Stiftung Neue Verantwortung, Berlin 2019.
- Katz-und-Maus-Spiel mit Desinformation: Die Möglichkeiten und Grenzen von Faktenchecks. Bundeszentrale für politische Bildung, Dossier Digitale Desinformation, 2019.
- Die Karriere der Fake News. In: Christian Preiser u. a.: Gute Presse ist ein Grundrecht. Ein Almanach zum Journalismus der Zukunft. Deutsche Gesellschaft für Qualitätsjournalismus, Frankfurt am Main 2020, OCLC 1142622944.
- Im Zeitalter von Fake News: Warum sich der (Nachrichten-)Journalismus neu erfinden muss In: Tanja Köhler (Hrsg.): Fake News, Framing, Fact-Checking: Nachrichten im digitalen Zeitalter. Transcript Verlag, Bielefeld 2020, ISBN 978-3-8376-5025-9.
- Verstehen, was ist. Auf dem Weg in die nachrichtenkompetente Gesellschaft. (PDF; 10 MB) zusammen mit Anna-Katharina Meßmer, Stiftung Neue Verantwortung, Berlin 2020.
- „Quelle: Internet“? Digitale Nachrichten- und Informationskompetenzen der deutschen Bevölkerung im Test. (PDF; 13 MB) zusammen mit Anna-Katharina Meßmer und Leonie Schulz, Stiftung Neue Verantwortung, Berlin 2021.